# Žilvinas Lapėginas
Žilvinas Lapėginas  ist ein litauischer Schachspieler. Bei der 26. und 27. Meisterschaften von 2005 bis 2009 wurde er litauischer Meister im Fernschach. Seine höchste Elo-Zahl (ICCF) betrug 2571 (im Januar 2006). Mit seinem Vater Jonas, Mutter Lina und Bruder Mindaugas nahm Žilvinas in einer Mannschaft an mehreren Turnieren im Familienschach in Litauen teil.
Lapėginas lebt in Klaipėda.

## Familie
Sein Vater war Jonas Lapėginas (1949–2006), Chemielehrer und Schachtrainer (von ihm wurde Mindaugas Beinoras betreut), ab 1978 Mittelschuldirektor in Klaipėda. Jonas Lapėginas und seine Frau Lina Lapėginienė lernten einander als Kommilitonen im Valstybinis pedagoginis institutas in Vilnius kennen. Žilvinas hat einen Bruder: Mindaugas Lapėginas (* 1975) spielt ebenfalls Schach und wurde zweimal (1993 und 1996) Vizemeister der Stadtgemeinde Klaipėda.